# Macrothemis capitata
Macrothemis capitata is een libellensoort uit de familie van de korenbouten (Libellulidae), onderorde echte libellen (Anisoptera).
De wetenschappelijke naam Macrothemis capitata is voor het eerst geldig gepubliceerd in 1909 door Calvert.